# Antoni Starnawski
Antoni Starnawski, ps. „Leon”, „Leon Kmita” (ur. 4 marca 1901 w Bzitem, zm. 4 lipca 1985 w Londynie) – major kawalerii Wojska Polskiego, kawaler Orderu Virtuti Militari.

## Życiorys
Urodził się 4 marca 1901 w Bzitem, w ówczesnym powiecie krasnostawskim guberni lubelskiej, w rodzinie Leona i Stefanii z Mazurkiewiczów. Był młodszym bratem Stefana (1899–1980), pułkownika kawalerii Wojska Polskiego. W latach 1912–1918 uczęszczał do jednego z gimnazjum w Lublinie, kończąc naukę w klasie VI. Od 20 września 1917 do 11 listopada 1918, jako uczeń należał do tamtejszej Wojskowej Kadry Szkolnej.
18 listopada 1918 wstąpił jako ochotnik do oddziału jazdy, formującego się w Tomaszowie Lubelskim. Później razem z oddziałem został wcielony do organizowanego w Kraśniku 3. szwadronu 7 pułku ułanów. W marcu 1919 został wysłany na Front Litewsko-Białoruski. W szeregach 7 pułku ułanów walczył na wojnie z bolszewikami, awansując na starszego ułana i podchorążego. 9 lutego 1921 rotmistrz Józef Smoleński, w zastępstwie dowódcy 7 puł. napisał we wniosku na odznaczenie Orderem Virtuti Militari: „podczas bitwy pod Lidą dnia 23 marca 1919 starszy ułan (obecnie podchorąży) Starnawski Antoni samorzutnie, grożąc granatami ręcznymi załodze lokomotywy i strzelając z karabinu zmusił sam jeden tę załogę w liczbie 15 ludzi do ucieczki, biorąc jednego jeńca i unieruchamiając tym sposobem lokomotywę”.
W 1923 ukończył pięciomiesięczny Kurs Doszkolenia dla chorążych i podchorążych Kawalerii i Wojsk Taborowych w Gnieźnie. 28 maja 1923 prezydent RP mianował go z dniem 1 kwietnia 1923 podporucznikiem w korpusie oficerów jazdy i 10. lokatą z równoczesnym wcieleniem do 24 pułku ułanów w Kraśniku. Później został przeniesiony do 7 puł. w Mińsku Mazowieckim. 13 lutego 1925 prezydent RP awansował go z dniem 1 lutego 1925 na porucznika w korpusie oficerów kawalerii ze starszeństwem z dniem 1 stycznia 1925 i 3. lokatą. Z dniem 5 października 1925 został przeniesiony do Korpusu Ochrony Pogranicza. W listopadzie 1928 wrócił z KOP do 7 uł. W marcu 1930 został przeniesiony do 5 pułku strzelców konnych w Tarnowie. 22 lutego 1934 prezydent RP nadał mu z dniem 1 stycznia 1934 stopień rotmistrza w korpusie oficerów kawalerii i 19. lokatą. Od 22 kwietnia 1937 był dowódcą szwadronu KOP „Hnilice Wielkie” . W marcu 1939 był odkomenderowany z 8 pułku ułanów na stanowisko komendanta szkoły podoficerskiej ckm Krakowskiej Brygady Kawalerii w Tarnowskich Górach.
W kampanii wrześniowej 1939 dowodził szwadronem kolarzy nr 5 należącym do Krakowskiej Brygady Kawalerii. W czasie okupacji niemieckiej służył kolejno w Związku Walki Zbrojnej, Armii Krajowej i Narodowych Siłach Zbrojnych. Od 1 lipca 1944 był szefem sztabu Lubelskiego Okręgu NSZ i zastępcą szefa Okręgowej Komendy Akcji Specjalnej w Lublinie, a od 19 czerwca 1944 szefem sztabu 204 Pułku Piechoty NSZ. 1 sierpnia 1945 wyjechał z Polski i przedostał się do 2 Korpusu we Włoszech. Został przydzielony do 12 pułku ułanów. W październiku 1946, jeszcze jako rotmistrz, był dowódcą oddziału likwidacyjnego pułku w Cingoli. W 1946 awansował na majora. Zmarł 4 lipca 1985 w Londynie. Pochowany na cmentarzu w Pwllheli.

## Ordery i odznaczenia
- Krzyż Srebrny Orderu Wojskowego Virtuti Militari nr 2679 – 1921[29][30][31][4][32]
- Krzyż Walecznych dwukrotnie[33][34][35]
- Medal Niepodległości – 22 kwietnia 1938 „za pracę w dziele odzyskania niepodległości”[36]
- Krzyż Zasługi[5]
- Medal Pamiątkowy za Wojnę 1918–1921[33]
- Medal Dziesięciolecia Odzyskanej Niepodległości[33]
- łotewski Medal Pamiątkowy 1918-1928 – 6 sierpnia 1929[37][33]